# 三永街道
三永街道，是中华人民共和国黑龙江省大庆市龙凤区下辖的一个乡镇级行政单位。

## 行政区划
三永街道下辖以下地区：
东岗社区、澳龙社区、利民社区和瀚城名苑社区。